# Захаринка (Красноярский край)
Захаринка — деревня в Назаровском районе Красноярского края России. Административный центр Павловского сельсовета.

## География
Деревня расположена в 61 км к западу от районного центра. Дорога проходит на юг, в сторону Ужура и Абакана, а затем сворачивает на Павловку. Существует ещё одна дорога, уходящая на Алтат и Маганцевый Рудник.

## История
Основана в 1885 г. В 1926 году состояла из 195 хозяйств, основное население — русские. В административном отношении являлось центром Захаринского сельсовета Берёзовского района Ачинского округа Сибирского края.

## Население
| 1926 | 2010 |
| ---- | ---- |
| 1086 | ↘151 |

Гендерный состав
По данным Всероссийской переписи населения 2010 года 77 мужчин и 74 женщины из 151 чел.